# Disco volante (album)
Disco Volante è il secondo album in studio del gruppo musicale statunitense Mr. Bungle, pubblicato nel 1995.

## L'album
Le canzoni prendono ispirazione da una larghissima varietà di generi, come il death metal, la techno, lo space age pop degli anni cinquanta, la musique concrète e la musica d'avanguardia italiana.
Il disco presenta numerosi campionamenti e svariati effetti vocali, ingredienti della sperimentazione vocale di Mike Patton (Ma Meeshka Mow Skwoz e The Bends).

## Tracce
1. Everyone I Went to High School With Is Dead – 2:45
2. Chemical Marriage – 3:09
3. Sleep (Part II): Carry Stress in the Jaw – 8:59
  1. Sleep (Part II): Carry Stress in the Jaw
  2. Untitled (conosciuta anche come La Canzone Segreta (The Secret Song)
4. Desert Search for Techno Allah – 5:24
5. Violenza Domestica – 5:14
6. After School Special – 2:47
7. Sleep (Part III): Phlegmatics – 3:16
8. Ma Meeshka Mow Skwoz – 6:06
9. The Bends – 10:28
  1. Man Overboard – 0:41
  2. The Drowning Flute – 0:52
  3. Aqua Swing – 1:56
  4. Follow the Bubbles – 0:14
  5. Duet for Guitar and Oxygen Tank – 0:51
  6. Nerve Damage – 0:38
  7. Screaming Bends – 0:40
  8. Panic in Blue – 0:57
  9. Love on the Event Horizon – 1:29
  10. Re–Entry – 1:46
10. Backstrokin – 2:27
11. Platypus – 5:07
12. Merry Go Bye Bye/Untitled – 12:58
  1. Merry Go Bye Bye
  2. Untitled

## Formazione
- Mike Patton - voce
- Trey Spruance - chitarra
- Trevor Dunn - basso
- Clinton "Bär" McKinnon - sassofono
- Theo Lengyel - sassofono, tastiera
- Danny Heifetz - batteria

## Curiosità
- L'immagine stampata sul CD dell'album è un'incisione di Bruegel.
- Le tracce "Sleep (Part II): Carry Stress in the Jaw" e "Sleep (Part III): Phlegmatics" sarebbero state precedute da un inesistente"Sleep (Part I)". Trevor Dunn affermò che quel "Part I" doveva essere assegnato alla canzone "Slowly Growing Deaf", presente nel loro album di debutto. Le due canzoni trattano le tematiche di svariate parti del corpo.